# Catonia sancti-vincenti
Catonia sancti-vincenti är en insektsart som beskrevs av Ronald Gordon Fennah 1950. Catonia sancti-vincenti ingår i släktet Catonia och familjen vedstritar. Inga underarter finns listade i Catalogue of Life.